# Deposito attrezzato delle opere d'arte
Il Deposito attrezzato delle Opere d'Arte di Fabriano (AN) era ospitato nelle antiche Cartiere Miliani Fabriano, pregevole edificio di archeologia industriale di inizio Novecento.
Il deposito, il cui progetto venne realizzato dall'architetto Eugenio Casadio Tarabusi, conservava le opere d'arte rimosse dagli edifici danneggiati dal terremoto umbro-marchigiano del 1997, in un percorso espositivo che ben rappresentava l'evoluzione storico-artistica della città tra Medioevo e Barocco. Straordinario il corpus delle opere della Scuola di Fabriano (sec XIV-XV), come il pentittico di Allegretto Nuzi, la Madonna della Culla del Maestro di Staffolo e le splendide statue lignee raffiguranti i Re Magi. Si segnalano anche i capolavori di Orazio Gentileschi come la struggente Maddalena penitente (XVII secolo), attualmente ospitata nella chiesa di Santa Maria Maddalena.
Le opere che vi furono trasferite in seguito al sisma del 1997 sono state ricollocate nelle sedi originarie e dal 2006 è stata riaperta la Pinacoteca civica Bruno Molajoli di Fabriano.
Dal 2014 l'ex Deposito attrezzato delle opere d'arte è stato definitivamente trasformato nel Deposito dei Beni Storici Cartari per opera della Fondazione Fedrigoni Fabriano. Oggi al suo interno custodisce un patrimonio - per quantità unico al mondo - di strumenti e macchinari per la fabbricazione della carta di Fabriano.